# Exmouth (Schiff, 1903)
Die Exmouth, auch HMS Exmouth, war ein Einheitslinienschiff (Schlachtschiff) der Duncan-Klasse, das in den späten 1890er-Jahren für die Royal Navy gebaut wurde, um einer Gruppe schneller russischer Schlachtschiffe zu begegnen.

## Geschichte
Die Exmouth wurde am 10. August 1899 von Laird Brothers in Birkenhead auf Kiel gelegt, am 31. August 1901 vom Stapel gelassen und von Alice Stanley, der Ehefrau von Edward Stanley, dem Finanzsekretär des Kriegsministeriums getauft. Benannt wurde das Schiff nach dem Admiral Edward Pellew, 1. Viscount Exmouth. Sie traf im Mai 1902 in Nore ein, wurde im Chatham Dockyard bewaffnet und seetüchtig gemacht. Nach Verzögerungen aufgrund von Arbeitsproblemen konnte sie im Mai 1903 fertiggestellt werden, woraufhin sie am 2. Juni 1903 für den Einsatz in der Mittelmeerflotte in Dienst gestellt wurde.
Im Mai 1904 kehrte sie in das Vereinigte Königreich zurück und wurde am 18. Mai 1904 Arthur Wilson als Flaggschiff zugestellt. Als die Heimatflotte in Kanalflotte umbenannt wurde, diente sie weiterhin als Flaggschiff der Flotte. Im April 1907 wurde ihre Mannschaft bis auf eine Kernbesatzung reduziert und das Schiff in die Reserve versetzt, um in der Werft von Portsmouth überholt zu werden. Nach der beendeten Instandsetzung konnte sie am 25. Mai 1907 ihren Dienst wieder aufnehmen und fungierte als Flaggschiff des Vizeadmirals der Atlantikflotte. Im Juli 1908 besuchte die Exmouth zusammen mit ihren Schwesterschiffen Albemarle, Duncan und Russell Kanada während der Dreihundertjahrsfeier von Québec. Am 20. November 1908 wechselte sie zur erneut als Flaggschiff zur Mittelmeerflotte, wo sie bis 1909 in Malta ein weiteres Mal überholt wurde.
Im Rahmen einer Flottenumstrukturierung am 1. Mai 1912 wurde die Mittelmeerflotte zum 4. Schlachtgeschwader und verlegte ihren Stützpunkt von Malta nach Gibraltar, wodurch die Exmouth im Juli 1912 zum Flaggschiff des Vizeadmirals der Heimatflotte wurde. Im Dezember 1912 ersetzte die Dreadnought die Exmouth. Anschließend begab sie sich erneut zur Wartung nach Malta. Nach dem Abschluss der Überholung wurde die Exmouth am 1. Juli 1913 in Devonport in die Reserve des 6. Schlachtgeschwaders der 2. Flotte versetzt. Von dort aus wurde sie als Kanonenschulschiff eingesetzt.

### Erster Weltkrieg
Zum Beginn des Ersten Weltkrieges im August 1914 sollte die Exmouth zusammen mit den Schlachtschiffen Agamemnon, Albemarle, Cornwallis, Duncan, Russell und Vengeance im 6. Schlachtgeschwader der Kanalflotte eingesetzt werden, wo sie im Ärmelkanal patrouillieren und die Bewegung der britischen Expeditionsstreitkräfte nach Frankreich begleiten sollte. Es gab jedoch auch Pläne, das 6. Kampfgeschwader der Grand Fleet zuzuweisen und als der Krieg begann, beantragte der Oberbefehlshaber der Grand Fleet, Admiral John Jellicoe, dass die Exmouth und ihre vier verbliebenen Schwesterschiffe der Duncan-Klasse dem 3. Kampfgeschwader der Grand Fleet für Patrouillendienste zugewiesen würden, um den dortigen Mangel an Kreuzern auszugleichen. Dementsprechend wurde das 6. Kampfgeschwader vorübergehend aufgelöst und die Exmouth wurde am 8. August 1914 in Scapa Flow dem 3. Schlachtgeschwader zugewiesen. Die Exmouth, die Russel und die Albemarle waren als einzige Schiffe in einem Zustand, sich Jellicoe sofort anschließen zu können, so dass sie am 5. August ohne den Rest des Geschwaders ausliefen. In der Nacht vom 7. auf den 8. August trafen sie in Scapa Flow. ein.
Im Oktober begab sich die Exmouth zur Instandhaltung nach Devonport. Als die Audacious am 27. Oktober nördlich von Irland auf eine Mine lief, wurde die Exmouth, die im Lough Swilly vor Anker lag, losgeschickt, um sie abzuschleppen. Doch bereits beim Eintreffen wurde klar, dass die Audacious nicht mehr zu retten war und aufgegeben werden musste. Schließlich kenterte und explodierte sie kurz darauf. Anfang November 1914 wurde die Exmouth vorübergehend zur Kanalflotte verlegt, um diese angesichts der Aktivitäten der Kaiserlichen Marine im Ärmelkanal zu verstärken. Am folgenden Tag griff die deutsche Flotte Yarmouth an. Die Exmouth und der Rest des 3. Geschwaders waren zu diesem Zeitpunkt auf der Nordpatrouille unterwegs und standen daher während des deutschen Angriffs nicht zur Verfügung.

#### Überfall auf Seebrügge und Ostende
Nachdem sie sich am 14. November wieder dem 6. Kampfgeschwader angeschlossen hatte, erhielt die Exmouth den Befehl deutsche U-Boot-Basen in Belgien anzugreifen. Am 21. November verließ sie Portland in Begleitung von acht Zerstörern, einer Gruppe von Trawlern und zwei Luftschiffen in Richtung belgische Küste. Dort begann man am 23. November mit dem Beschuss von Zeebrugge. Obwohl man über 400 Geschosse abgefeuerte und laut Berichten niederländischer Beobachter zufolge erhebliche Schäden verursacht wurden, brachte der Angriff relativ wenig, wodurch die Royal Navy von solchen Angriffen absah. Das 6. Kampfgeschwader kehrte im Dezember 1914 nach Dover zurück und wurde am 30. Dezember 1914 nach Sheerness verlegt, um dort das 5. Kampfgeschwader bei der Abwehr einer deutschen Invasion des Vereinigten Königreichs abzulösen.

#### Schlacht von Gallipoli
Zwischen Januar und Mai 1915 wurde das 6. Schlachtgeschwader aufgelöst. Die Exmouth verließ das Geschwader, als sie am 12. Mai 1915 als Flaggschiff des Unterstützungsgeschwaders unter der Flagge von Konteradmiral Nicholson zu den Dardanellen verlegt wurde, um am Dardanellenfeldzug teilzunehmen. Sie fuhr zusammen mit dem Schlachtschiff Venerable ins Mittelmeer. Die Briten hofften, von den Erfahrungen zu profitieren, welche die Besatzungen beider Schiffe beim Beschuss von Küstenstellungen in Belgien gesammelt hatten. Für diesen Einsatz wurde das Schiff mit besonders schweren Torpedoschutznetzen ausgerüstet. Nachdem die Schlachtschiffe Goliath, Triumph und Majestic im Mai 1915 innerhalb von zwei Wochen torpediert und versenkt worden waren, war sie das einzige Schlachtschiff, das vor den Stränden der Gallipoli-Halbinsel bei Kephalo auf der Insel Imbros bleiben durfte. Dies war auf ihre schweren Torpedonetze zurückzuführen, von denen man annahm, dass sie der Exmouth mehr Sicherheit verleihen würden als die der anderen Schlachtschiffe.
Am 4. Juni fuhren die Exmouth, das Schlachtschiff Swiftsure und der geschützte Kreuzer Talbot zum Kap Helles, um einen alliierten Angriff auf die von den Türken gehaltenen Höhen bei Achi Baba zu unterstützen. Berichte über feindliche U-Boote in diesem Gebiet zwangen die Schiffe, im Kreis zu fahren, um nicht angegriffen zu werden, was ihre Treffsicherheit beeinträchtigte. Die Bodentruppen waren nicht in der Lage, die osmanischen Linien zu durchbrechen, so dass der Angriff abgebrochen wurde. Im Juli wurde der Ankerplatz in Kephalo mit einem U-Boot-Schutz versehen, was die Sicherheit der Exmouth erhöhte. Im August unterstützte sie einen weiteren Angriff der Alliierten auf die osmanischen Stellungen bei Achi Baba, der ebenfalls scheiterte.

#### Spätere Einsätze
Im November 1915 verließ die Exmouth die Dardanellen in Richtung Griechenland, um die Marine Nationale bei der Blockade der griechischen und bulgarischen Ägäisküste zu unterstützen und die Suezkanalpatrouille zu verstärken. Am 28. November 1915 nahm sie Angehörige der britischen Belgrader Seestreitkräfte an Bord, die aus Serbien evakuiert werden sollten. Von September bis Dezember 1916 erhöhte sie durch ihre Anwesenheit den Druck der Alliierten auf die griechische Regierung, die zu dieser Zeit von dem pro-deutschen Konstantin I. regiert wurde, der beim Kriegsausbruch beschlossen hatte, neutral zu bleiben. Im August 1916 putschte eine pro-alliierte Gruppe in der Noemvriana gegen die Monarchie, was die Alliierten zu unterstützen suchten. Die Exmouth nahm an der Kaperung der griechischen Flotte bei Salamis teil und brachte am 1. Dezember 1916 Royal Marines in Athen an Land.
Die britischen und französischen Truppen wurden von der griechischen Armee und bewaffneten Zivilisten besiegt und waren gezwungen, sich auf ihre Schiffe zurückzuziehen, woraufhin die britische und französische Flotte eine Blockade der von den Royalisten kontrollierten Teile des Landes verhängte.
Im März 1917 wurde die Exmouth zur East Indies Station versetzt, wo sie im Indischen Ozean zwischen Colombo und Bombay Geleitschutz leistete. Im Juni 1917 beendete sie diese Tätigkeit und kehrte in das Vereinigte Königreich zurück, wobei sie Sansibar, das Kap der Guten Hoffnung und Sierra Leone anlief. Im August 1917 traf sie in Devonport ein und wurde abgemustert, um die Besatzung für U-Boot-Abwehrschiffe einzusetzen. Die Exmouth blieb bis April 1919 in Devonport in Reserve und wurde ab Januar 1918 als Unterkunftsschiff genutzt. Im April 1919 wurde sie auf die Verkaufsliste gesetzt und am 15. Januar 1920 zum Abwracken an die Forth Shipbreaking Company verkauft. Ihr Rumpf wurde in den Niederlanden abgewrackt.

## Technik

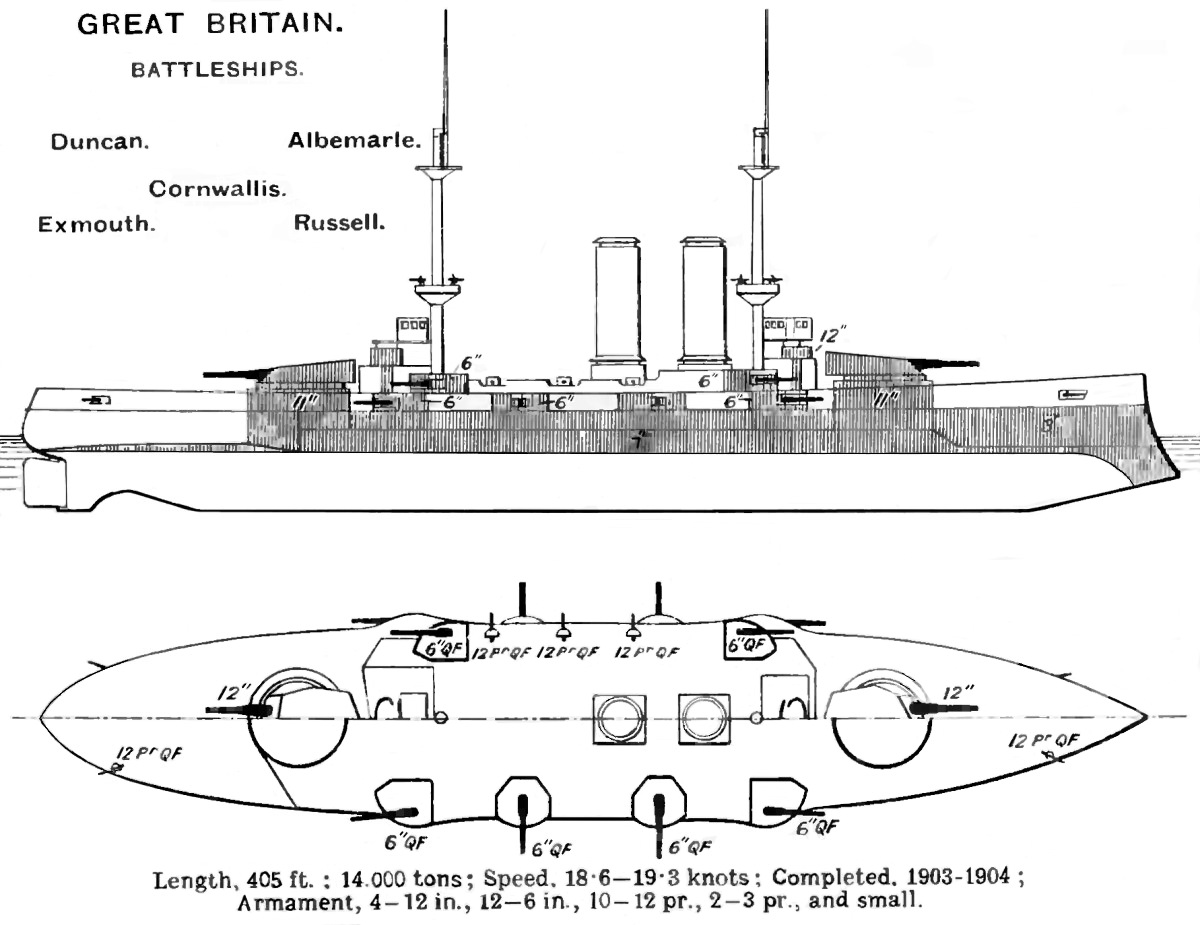
Rechter Aufriss und Deckplan Brasseys um 1915

Die Exmouth hatte eine Gesamtlänge von 131,67 m lang, eine Breite von 23,01 m und einen Tiefgang von 7,85 m. Die Verdrängung lag zwischen 13.270 tn.l. (13.483 t) und 15.200 tn.l. (15.400 t). Ihre Besatzung bestand aus 720 Offizieren plus Mannschaft.

### Antrieb
Die Exmouth war mit zwei Vierzylinder-Verbunddampfmaschinen ausgestattet, die jeweils zwei Schrauben antrieben und insgesamt 18.000 PS (13.000 kW) leisteten, mit denen sie eine Höchstgeschwindigkeit von 19 Knoten (35 km/h) erreichte. Der Dampf wurde von 24 Belleville-Kesseln geliefert. Die Kessel waren in vier Kesselräumen aufgestellt und ihre Abgase wurden in zwei mittschiffs nah beieinander angeordnete Schornsteine geleitet. Das Schiff konnte maximal 2.240 tn.l. (2275 t) Kohle mitführen, was ihm bei 10 Knoten (19 km/h) eine Reichweite von 6.070 Seemeilen (11.240 km) ermöglichte.

### Bewaffnung
Die Hauptbewaffnung bestand aus vier 305-mm-Geschützen, die in Doppelgeschütztürmen an Bug und Heck angeordnet waren. Auf Grund des Elevationsbereiches von −5 Grad bis 13,5 Grad mussten die Geschütze jeweils auf 4,5 Grad zurückgesetzt werden, um geladen zu werden. Die Geschütze hatten eine Mündungsgeschwindigkeit von 781 bis 784 m/s und konnten mit ihren Geschossen bei einer Reichweite von 4.400 m 300 mm dicken Krupp-Zementstahl durchdringen. Bei maximaler Elevation hatten die Geschütze eine Reichweite von 14.000 m. Die Sekundärbewaffnung bestand aus zwölf 152-mm-Geschützen in Kasematten, die in Schwalbennestern am Rumpf installiert waren, um das Schussfeld zu vergrößern und gleichzeitig die Stoßwirkung auf den Rumpf zu verringern, wenn die Geschütze nach vorne oder nach hinten feuerten. Die Geschütze hatten eine Mündungsgeschwindigkeit von 773 m/s und konnten bei einer Reichweite von 2.300 m 150 mm Zementstahl durchschlagen. Die maximale Elevation betrug 14 Grad, wodurch die Geschütze Ziele in einer Entfernung von bis zu 11.000 m bekämpfen konnten. Zur Abwehr von Torpedobooten waren zehn 76-mm-12-Pfünder-Geschütze und sechs 47-mm-3-Pfünder-Geschütze installiert. Außerdem war das Schiff mit vier 457-mm-Torpedorohren ausgestattet, die im Rumpf eingelassen waren.

### Panzerung
Wie alle Schiffe der Duncan-Klasse verfügte auch die Exmouth über die grundsätzliche Panzerung der Formidable-Klasse, wobei jedoch die vordere Panzerung erheblich überarbeitet wurde und der Schutz deutlich geringer ausfiel. Bei früheren Schlachtschiffen war ein Panzergürtel verwendet worden, der neben den beiden Geschütztürmen der Hauptbewaffnung endete. Die Enden des Gürtels waren durch Querschotten verbunden und bildeten eine Zitadelle, welche die Magazine und Antriebsmaschinenräume des Schiffes schützte. Durch diese Anordnung blieben Bug und Heck jedoch ungeschützt und damit sehr anfällig für feindlichen Beschuss, so dass der ungeschützte Bug schon bei leichtem Geschützfeuer überflutet werden könnte, was die Geschwindigkeit und Manövrierfähigkeit beeinträchtigen würde. Da die Exmouth als schnelles Schlachtschiff eingesetzt werden sollte, beschloss man, das Risiko dieser Art von Schäden zu verringern, indem man das vordere Querschott zugunsten eines kompletten Gürtels verwarf. Der Panzergürtel war 72,54 m lang und 434,34 cm breit; mittschiffs war er 177 mm dick und reichte bis kurz vor den vorderen Turm, danach wurde er allmählich auf 127 mm, dann 102 mm, dann auf 76 mm und schließlich auf 51 mm in der Nähe des Vorschiffs reduziert. Am hinteren Ende des Schiffes blieb das traditionelle Querschott erhalten, das ebenfalls 178 mm dick war. Hinter dem Schott wurde der Rumpf durch eine 25 mm dicke Seitenpanzerung geschützt.
Der horizontale Schutz bestand aus zwei gepanzerten Decks, welche die wichtigsten Teile des Schiffes abdeckten. Das Hauptdeck verlief vom Vorschiff bis zum Heckschott und war mit der Oberseite des Gürtels verbunden; es war 25 bis 50 mm dick. Das Oberdeck war 25 mm dick und bedeckte nur die zentrale Zitadelle, während es an den Seiten zum Gürtel hin abfiel. Die zwischen den Decks und hinter dem Gürtel entstandenen Hohlräume wurden zur Lagerung von Kohle genutzt, was den zusätzlichen Vorteil hatte, die Festigkeit der Seitenschutzanlage zu erhöhen. Am Bug und am Heck befand sich unterhalb der Wasserlinie ein gewölbtes Panzerdeck, das sich von den Barbetten bis zu beiden Enden des Rumpfes erstreckte und 25 bis 50 mm stark war. Die Seiten der 305-mm-Geschützhauben waren 203 mm dick, die Rückseiten 254 mm und die Dächer 50 bis 76 mm. Die vordere Barbette war an der Außenfläche 278 mm über und 177 mm unter der Wasserlinie dick. Die Innenfläche lag 254 mm über und 101 mm unter der Wasserlinie. Die hintere Barbette war an der Außenseite 278 mm über und 254 mm unter dem Oberdeck dick. Die Innenfläche lag 254 mm über und 101 mm unter der Wasserlinie. Die Kasematten hatten 152 mm starke Panzerung und der Munitionsaufzug für die 152-mm-Geschütze war 50 mm stark gepanzert. Der vordere Kommandoturm war mit zwischen 254 mm bis 305 mm und der hintere mit 76 mm starker Panzerung geschützt.